# 高山袋蛛
高山袋蛛（学名：Clubiona bonicula）为袋蛛科袋蛛屬下的一个种。